# Chiesa di San Giovanni Battista (Urbino)
La chiesa di San Giovanni Battista è la parrocchiale di Pieve di Cagna, frazione di Urbino, in provincia di Pesaro e Urbino e arcidiocesi di Urbino-Urbania-Sant'Angelo in Vado; fa parte dell'unità pastorale Foglia.

## Storia
L'originaria chiesa di San Giovanni Battista sorse nell'XI secolo ed è attestata per la prima volta nella bolla del 1069 di papa Leone IX.
Questo luogo di culto, posto al di fuori del castello, è documento fino al Duecento; esso andò gradualmente in disuso, visto che per i fedeli era più comoda la chiesa di Santa Maria in Castello.
Tutavia, alla fine del XVIII secolo anche questo edificio si rese insufficiente a soddisfare le esigenze dei fedeli, cosicché venne edificata una nuova parrocchiale, che riprese la dedicazione dell'antica pieve e che fu consacrata nel 1795.
Nel 1944, durante il secondo conflitto mondiale, la struttura venne devastata da un bombardamento; nell'immediato dopoguerra la chiesa fu ricostruita, vennero portata a termine nel 1949.
L'edifcio fu interessato nel 2008 da un intervento di risistemazione e di risanamento, durante il quale vennero pure rinnovati gli impianti elettrico e di riscaldamento; in questa occasione, si procedete anche all'esecuzione dell'adeguamento liturgico mediante l'aggiunta dell'altare rivolto verso l'assemblea e dell'ambone.

## Descrizione

### Esterno
La facciata a capanna della chiesa, rivolta a sudest, presenta centralmente il portale d'ingresso e una finestra, inscritti entro un ampio arco a tutto sesto.
Annesso alla parrocchiale è il campanile a base quadrata, la cui cella presenta su ogni lato una monofora a tutto sesto ed e coronata dalla guglia conica.

### Interno
L'interno dell'edificio si compone di un'unica navata, sulla quale si affacciano due nicchie e altrettante cappelle laterali e le cui pareti sono scandite da lesene sorreggenti la trabeazione modanata e aggettante sopra la quale si imposta la volta a botte lunettata; al termine dell'aula si sviluppa il presbiterio, rialzato di tre gradini e chiuso dall'abside.